# 희망기업 열전
《희망기업 열전》은 2013년 10월 25일부터 2014년 5월 2일까지 방송되었던 다큐멘터리 텔레비전 프로그램이다.

## 기획 의도
중소기업의 비전을 제시한 다큐멘터리 텔레비전 프로그램이다.

## 방송 회차
| 회차 | 방영일           | 출연 기업        |
| ---- | ---------------- | ---------------- |
| 1회  | 2013년 10월 25일 | 에스에이씨       |
| 2회  | 2013년 11월 8일  | 페루프           |
| 3회  | 2013년 11월 15일 | 일림나노텍       |
| 4회  | 2013년 11월 22일 | 하이로닉         |
| 5회  | 2013년 11월 29일 | 휘일             |
| 6회  | 2013년 12월 6일  | 고려오트론       |
| 7회  | 2013년 12월 13일 | 나라코퍼레이션   |
| 8회  | 2013년 12월 20일 | 파코엔지니어링   |
| 9회  | 2013년 12월 27일 | 씨앤텍           |
| 10회 | 2014년 1월 3일   | 티브이로직       |
| 11회 | 2014년 1월 10일  | 렉스바           |
| 12회 | 2014년 1월 17일  | 알에스오토메이션 |
| 13회 | 2014년 1월 24일  | 센텍코리아       |
| 14회 | 2014년 2월 7일   | 씨엔티코리아     |
| 15회 | 2014년 2월 14일  | 아이스트로       |
| 16회 | 2014년 2월 28일  | 석원             |
| 17회 | 2014년 3월 7일   | 엔씨엠           |
| 18회 | 2014년 3월 14일  | 이너스텍         |
| 19회 | 2014년 3월 21일  | 네오비젼         |
| 20회 | 2014년 3월 28일  | 비젼코베아       |
| 21회 | 2014년 4월 4일   | 엔유씨전자       |
| 22회 | 2014년 4월 11일  | 제노레이         |
| 23회 | 2014년 4월 18일  | 웰크론           |
| 24회 | 2014년 4월 25일  | 한경희생활과학   |
| 25회 | 2014년 5월 2일   | 유콘시스템       |

## 같이 보기
- 신화창조의 비밀 (2003년 11월 7일 ~ 2005년 10월 28일)
- 신화창조 (2005년 11월 6일 ~ 2006년 9월 24일)
- 기업 열전 K1(2009년 10월 22일 ~ 2010년 12월 30일)
- 백년의 기업/가게(2011년 1월 9일 ~ 2013년 1월 20일)
- 히든 챔피언(2013년 4월 10일 ~ 2013년 8월 14일)
- 작은 거인(2013년 10월 27일 ~ 2013년 12월 29일)